# Arany Kéz Fogadó
Az Arany Kéz Fogadó Budapesten, az V. kerület Régi posta utca 9. szám alatt működő egyemeletes, manzárdtetős ház volt. Feltehetően a 18. század végén vagy a 19. század elején nyílt meg. Cégére egy kiálló vashorogra függesztett bearanyozott, szőlőfürtöt tartó kéz volt.

## Története
Törzsvendégei közé tartoztak a korabeli színtársulatok tagjai. Az 1840-es években Petőfi Sándornak és barátainak volt a törzshelye, megfordult itt többek között Katona József, Kisfaludy Károly, Vajda János, Vahot Imre. A forradalom után csökkent a forgalma, a századfordulóra a színvonalát is elvesztette. Utolsó tulajdonosai, Lyka Sándor és Lyka István 1914-ben lebontották.
A fogadó hangulatát Krúdy Gyula megörökítette az Aranykéz utcai szép napok című művében.